# ОШ „Трећи крагујевачки батаљон” Крагујевац
ОШ „Трећи крагујевачки батаљон” Крагујевац је државна установа основног образовања, основана 1963. године, као Девета основна школа.
Ученици који похађају школу долазе са подручја четири најстаријих крагујевачких насеља - Палилула, Багремар, Централна радионица и Стара звезда. Школа данас располаже са неколико кабинета - биологија, хемија, физика, информатика, и на све начине се труди да осавремени наставу ових и других предмета. Настава осталих предмета се изводи у специјализованим учионицама.